# Óscar Whalley
Óscar Alexandre Whalley Guardado, född 29 mars 1994, är en spansk fotbollsmålvakt som spelar för Lugo.

## Karriär
Den 12 juni 2018 värvades Whalley av danska AGF Århus, där han skrev på ett treårskontrakt. Den 13 augusti 2019 värvades Whalley av grekiska OFI Kreta.
Whalley återvände i september 2020 till Spanien då han skrev på ett tvåårskontrakt med Segunda División-klubben Castellón. I juli 2021 gick Whalley till ligakonkurrenten Lugo, där han skrev på ett tvåårskontrakt med option på ytterligare ett år.